# 2018년 ISSF 세계 사격 선수권 대회
제52회 ISSF 세계 사격 선수권 대회(52nd ISSF World Shooting Championships)는 2018년 8월 31일부터 9월 15일까지 대한민국 창원시에서 개최된 세계 사격 선수권 대회이다.